# Lev Černosvitov
Lev Černosvitov (auch Leo oder Leon Černosvitov, geboren als Leo Wladimirowitsch Tschernosvitow, * 25. Juli 1902 in Poltawa, Russisches Kaiserreich; † 15. Dezember 1945 in London) war ein tschechischer Zoologe, der sich hauptsächlich mit den Wenigborstern (Oligochaeta) beschäftigte.

## Leben
Lev Černosvitov wurde 1902 in Poltawa in der heutigen Ukraine geboren. Seine Familie geriet in die Wirren des Endes des Zarenreichs und der russischen Revolution. Er emigrierte mit seinen Eltern nach Frankreich, die Familie kehrte später nach Sankt Petersburg zurück, wo sie die Oktoberrevolution miterlebten. Sie flüchteten von dort nach Tschernigow (Tschernihiw, Ukraine), wo Lew im Alter von 15 Jahren kurzzeitig interniert wurde. Er flüchtete allein weiter und schloss sich in Kiew der Weißen Armee an. Nach deren Niederlage flüchtete er mit einem Truppenteil in die Türkei und lebte eine Zeitlang in Istanbul. 1921 erlaubte ihm die Tschechoslowakei als Flüchtling die Einreise.
Mit einer kleinen finanziellen Unterstützung der Regierung begann er an der Karls-Universität in Prag das Studium der Biologie, das er 1927 mit einer Promotion abschloss. Thema seiner Doktorarbeit war die Entwicklung der Genitalorgane bei dem Ringelwurm Tubifex tubifex. Er fand eine Anstellung beim Institut für Zoologie an der Karlsuniversität und spezialisierte sich dort auf das Studium der Wenigborster (Oligochaeta), einer artenreichen Gruppe der Ringelwürmer. Er veröffentlichte über sie bis 1938 etwa 60 wissenschaftliche Arbeiten, darunter grundlegende Werke zur Fauna der Tschechoslowakei und der Balkanhalbinsel. Er veröffentlichte Grundlagenarbeiten (Monografien) etwa über die Regenwürmer und die, damals sehr schlecht erforschten, Enchyträen (System der Enchytraeiden, 1937). Er beschäftigte sich aber nicht nur mit der Lokalfauna, sondern bearbeitete zahlreiche Gruppen aus vielen Weltregionen, etwa die Oligochaeten aus dem tropischen Süd-Amerika (1935). Insgesamt beschrieb er 86 neue Arten. Neben seiner schlecht bezahlten zoologischen Arbeit an der Universität musste er zahlreiche Gelegenheitsjobs annehmen, seine Beschäftigung mit den südamerikanischen Oligochaeten geht etwa auf eine Reise nach Argentinien 1931 bis 1932 zurück, bei der er als Experte zur Schädlingsbekämpfung von Insekten-Kalamitäten angefragt worden war.
Als Experte für Insektenkalamitäten erhielt Černosvitov von 1933 bis 1938 eine Anstellung am Imperial Institute of Entomology in London, wo er vor allem mit Massenvermehrungen Gradationen von Blattwespen und verwandten Gruppen der Pflanzenwespen beschäftigt war. Er wurde von hier aus als Experte bei einer Gradation von Buschhornblattwespen nach Finnland entsandt. Bei Ausbruch des Weltkriegs kehrte er nach London zurück, bekam aber als Ausländer hier aber keine feste Anstellung mehr. Er nutzte nun seine Sprachkenntnisse als Übersetzer für die BBC. Seine wissenschaftliche Beschäftigung mit den Oligochaeten setzte er unbezahlt und privat, nach Feierabend, weiter fort. Im Jahr 1945 wurde ihm, nach langen Verhandlungen, eine Festanstellung am British Museum (nun Natural History Museum) in Aussicht gestellt, er wurde Mitglied der angesehenen Linnean Society of London. Kurz bevor er seine Tätigkeit beginnen konnte, starb er im Alter von nur 43 Jahren plötzlich an einem Herzinfarkt.
Zu Ehren von Černosvitov ist die Enchyträiden-Gattung Cernosvitoviella Nielsen & Christensen 1959 (mit 13 Arten) und acht Arten von Ringelwürmern benannt: Dendrobaena cernosvitovi Szederjesi, 2019, Guaranidrilus cernosvitovi Healy, 1979,  Moniligaster cernosvitovi Gates, 1962, Peloscolex černosvitovi Hrabě, 1958, Stylodrilus černosvitovi Hrabě, 1950, Trichodrilus černosvitovi Hrabě, 1937, Wegeneriona černosvitovi Righi et Caballero, 1970, Allolobophora cernosvitoviana Zicsi, 1967 (heute Helodrilus cernosvitovianus).